# Международная ассоциация кошек
Международная ассоциация кошек (TICA, англ. The International Cat Association) — фелинологическая организация, основанная в 1979 году в Брэнсоне, штат Миссури, США. Позже она распространила свою деятельность за пределы североамериканского континента, став всемирной организацией. Ведёт крупнейший кошачий реестр, в который вносятся генетические данные как от кошек смешанных пород, так и от племенных животных. TICA является одним из ведущих организаторов выставок кошек в мире и одним из девяти членов Всемирного фелинологического конгресса — глобальной организации, объединяющей в себе крупныйших мировых ассоциаций кошек. Девиз организации — «Fabulous Felines… Fun… Friendships» (Удивительные кошки… Веселье… Дружба). Штаб-квартира находится в городе Харлинген, штат Техас, США.

## Деятельность
По состоянию на 2015 год организация разделена на 14 мировых регионов, которые сгруппированы географически. Основные направления деятельности ассоциации включают:
- ведение реестра аттестованных родословных;
- организация выставок кошек;
- содействие налаживанию и упрочнению коммуникаций между заводчиками как в США, так и в других странах мира;
- создание базы для проведения ветеринарных исследований, а также для сбора и распространения информационных материалов о здоровье кошек.

## Выставки кошек
Международная ассоциация кошек составляет и управляет набором правил и разрешений для организации многочисленных выставок кошек более чем в ста странах. Сезон выставок кошек TICA продолжается ежегодно с 1 мая по 30 апреля, и все мероприятия открыты для общественности.
Во время выставок кошек судьи, сертифицированные TICA, оценивают животных по родословной в соответствии со стандартами породы. Что касается смешанных пород то они оцениваются в соответствии с общим состоянием здоровья, внешнего вида и поведения. Являясь составителем крупнейшого в мире генетического реестра породистых кошек, TICA по состоянию на 2015 год признало семьдесят одну породу кошек для участия в чемпионатах. Кроме того, количество сертифицированных пород может меняться по мере появления новых. 

## ЖурналTICA Trend
Международная ассоциация кошек издаёт официальный журнал TICA Trend, выходящий два раза в месяц, который распространяется среди членов ассоциации. На его страницах появляются актуальные новости ассоциации, календарь предстоящих выставок, статьи о здоровье и уходе за кошками, их разведении и участии в конкурсах. Журнал также содержит протоколы заседаний совета директоров, там публикуются финансовые отчёты для каждого региона, а также перечень всех лицензированных и обучаемых служащих и судей.